# إد فوستر
إد فوستر (بالإنجليزية: Ed Foster)‏ هو صحفي أمريكي، ولد في 1949، وتوفي في 26 يوليو 2008.